# Найманий убивця
На́йманий уби́вця, або кілер (англ. killer) — людина, яка виконує замовне вбивство за гроші чи іншу винагороду. Такі вбивства виконуються як правило за попередньою змовою чи контрактом.

## Причини виникнення
Однією з причин популярності такого роду вбивств є можливість замовнику вбивства уникнути покарання шляхом встановлення алібі. Встановити замовника вбивства буває дуже тяжко, оскільки злочинець як правило не має безпосередніх стосунків з жертвою і, замовляючи вбивство, робить усе можливе, аби довести, що був далеко від місця злочину й не міг би бути причетним. В окремих випадках замовники вбивств усувають і кілера, ховаючи таким чином усі зв'язки між ними і жертвою.
Широкого вжитку замовлене вбивство набуло серед організованих злочинних угруповань, мафії тощо. Використання кілерів досвідченими злочинцями дає їм можливість уникнути безпосереднього зв'язку з жертвою і звинувачення в причетності до злочину. Мафіозні структури часто використовують найманих вбивць для розправи зі свідками і ворожими та конкуруючими угрупуваннями, представниками правоохоронних органів, суддів тощо. Для впливу на політичні партії і рухи, кілери використовувалися для усунення політичних лідерів, голів профспілок та представників преси.
Замовлення кілера також іноді відбувається для усунення конкуренції у фінансовій та діловій сфері. Як правило жертвами замовлених вбивств в таких випадках виступають керівники ділових та фінансових структур. На побутовому рівні, іноді замовниками вбивств виступають чоловіки або дружини, які бажають таким чином припинити стосунки і позбутися партнера у шлюбі, а також відомстити за подружню невірність. Мотивом замовлення вбивства також можуть бути великі страхові виплати за смерть людини. Кілерів також іноді замовляють для вбивств багатих родичів у намірі отримати велику спадщину, або щоб усунути інших претендентів на спадщину.

## Специфіка феномену
Замовлені вбивства піддаються розкриттю часом дуже тяжко, не тільки тому, що пов'язати вбивцю, замовника і жертву нелегко, але також і тому, що наймані вбивці роблять усе можливе щоб приховати справжні мотиви вбивства і повести слідство по хибному шляху. Наприклад, після скоєння злочину кілери часто створюють враження, що людина сама наклала на себе руки, чи загинула в результаті пограбування, нещасного випадку, або ховають тіло зовсім.
Як правило при замовлені вбивства, кілери отримують завдаток за згоду виконати вбивство і решту платні після виконання замовлення. Розміри завдатку чи платні коливаються в залежності від низки факторів, таких як: статус жертви і складність виконання вбивства, ризик для кілера і місцезнаходження чи обставини вбивства. Платня коливається від декількох сотень доларів до десятків та сотень тисяч доларів за вбивство відомих особистостей. Іншим, доволі оригінальним та поширеним здебільшого у літературі та кіно способом замовити вбивство є виконання вбивства двома злочинцями, кожен з яких вбиває жертву замовлену іншим. Таке «перехресне» вбивство (т. зв. criss-cross) не тільки дозволяє скоїти злочин без зайвих коштів, але й надає обидвом злочинцям необхідне алібі.
Правоохоронні органи виділяють три основні категорії кілерів: побутові, випадкові і професіонали. Побутові кілери, як правило виконують «родинні» замовлення на вбивства членів подружніх пар чи інших родичів. В ролі випадкових кілерів дуже часто виступають члени кримінальних угрупувань, які звичайно не займаються замовленими вбивствами, але іноді виконують їх за окрему платню. До останньої категорії професіональних кілерів належить невеликий відсоток вбивць, які займаються тільки таким видом злочину і вважають його своєю професією. До цієї категорії належать високоякісні та досконалі фахівці, колишні члени спеціальних військових підрозділів, ветерани військових дій та спортсмени.
В багатьох країнах існують кілери та замовлені вбивства, однак справжніми злочинцями насправді є замовники, оскільки вони визначають жертву і фактично виконують вбивство руками інших. Боротьба з таким видом злочину обтяжена невидимістю справжніх винуватців злочину — замовників, а також професійністю кілерів, які не залишають зайвих слідів скоєння злочину чи його справжніх мотивів. Дуже часто представники правоохоронних органів, зокрема у США видають себе за найманих вбивць і таким чином затримують громадян, які намагаються замовити вбивство.

## Статистичні дані
У більшості індустріально розвинених країн Європи та Північної Америки кількість замовлених убивств становить невеликий відсоток загальної кількості вбивств. Наприклад, в Австралії з початку 2000-х років цей показник був 2 %, у Шотландії 5 %. Значно вищий цей показник у країнах колишнього СРСР і в Україні. Так, фахівці стверджують, що кожне десяте вбивство в Україні — замовлене. Якщо в західних країнах подружня невірність і сімейні негаразди стоять на першому місці серед мотивів такого злочину, то в Україні — це вбивство підприємців і лідерів кримінальних угрупувань (50 % і 30 % відповідно). За останніми дослідженнями, вартість замовленого вбивства в Україні коливається від $1000 (21 %) до $5000 (38 %). Професійно виконані вбивства становлять невеликий відсоток, від 3 % до 7 %, і їхня вартість коливається від $50 000 до $200 000. Також за даними правоохоронних органів більшість замовлених убивств (83 %) виконується людьми молодшого віку, до 35 років, і тільки 17 % убивць — люди старшого віку.

## Наймані вбивці в літературі та кіно
Образ кілера був неодноразово відтворений в українській, а особливо іноземній літературі та кіно. Як правило, кілери зображаються в негативному світлі як безжалісні психопати-вбивці, або як благородні месники, вимушені силою обставин виконувати цю роботу. Серед найвідоміших позитивних образів кілера є такі, як Нікіта і Леон у французьких фільмах «Нікіта» та «Леон-професіонал». Популярність пригодницького фільму «Агент 47» призвела до поширення також і комп'ютерної гри Hitman: Blood Money, базованої на пригоді стимульованого образа кілера.
Серед п'ятірки найманих вбивць найвідоміші в Україні:

## Відомі наймані вбивці сучасної України
- Георгій Суворін. Вбивства здійснював у період 90-х років. Найвідоміша мішень — брат відомого київського авторитета і тренера з боротьби Бориса Савлохова — Теймураз. На суді Суворін заявив, що більшість вбивств виконав з особистої ненависті до кавказців і тільки частину — за винагороду. За 18 вбивств отримав довічне ув'язнення.

- Аслан Дикаев — убивця міліціонерів. Уродженець Волгограду. 30 вересня 2011 року розстріляв міліціонерів на Одеській трасі (двоє вбито, четверо поранені). Закінчив кілер погано — був розстріляний спецпризом у приватному готелі під Одесою. Похований у Грозному.

- Вадим Болотських. Член угрупування донбаських кілерів Євгенія Кушніра. Кличка — Москвич. У листопаді 2011 року заступник генпрокурора Ренат Кузьмин висунув нову версію — гроші за вбивство Щербаня поступили кілерам з офшорних рахунків Юлії Тимошенко.[джерело?] Найвідоміша жертва — нардеп Щербань, який із дружиною розстріляний 3 березня 1996 року в донецькому аеропорту.

- Артур Сушко — ватажок львівських кілерів. Цьому львів'янину приписують організацію банди професійних кілерів, що вбивали комерсантів у Львівській, Рівненській та Тернопільській областях. За даними ГПУ, на обвинувачення висунуто 31 особі: в десяти вбивствах, п'яти замахів та 32-х розбійних нападах. Сам організатор Артур Сушко 16 вересня 2003 року у Львові вбив двох бійців спецпідрозділу УБОЗ «Сокіл», які намагались його затримати на території школи. Сушко затримали в Львові тільки в грудні 2003. Пройшло вже 14 років, Артур Сушко отримав довічне ув'язнення, але точку у справі першого кілера Львову досі не поставлено, а сам фігурант ще в стінах Львівського СІЗО.

- Андрій Марчук — незважаючи на п'яте місце серед сумнівних «героїв-чистильщіків», один із найодіозніших і відоміших у правоохоронних органах сучасної України. Чого варта одна біографія «Кілера номер 5» — за свої 30 років (на 2017 р.) проходив службу в спецпідрозділах майже всіх відомих силових відомств країни: ВВ МВС (с/п «Скорпіон»), СБУ (ГШР), управління державної охорони (с/п «Блискавка»; відомо навіть, що був в особистій охороні М. Азарова), НГ (РВП загін снайперів), неодноразово брав участь у спецопераціях у зоні проведення АТО на Донбасі. Підозрюється в виконанні замовних вбивств в Києві пострілом у потилицю директора готельного комплексу «Феофанія» Національної академії наук Юрія Фоміна. Вбивство сталося, коли Фомін ішов з дому на автостоянку. 26 лютого селищного голови Сімеїзу, члена Партії регіонів Кирила Костенка розстрілявши поруч із будівлею Сімеїзької селищної ради. Слідчі ГПУ підозрюють що Марчук 17 вересня 2015 року виконав замовне вбивство президента ПАТ АКБ «Аркада» Сущева С. О., попередньо виманивши його до Львівської області, де розтріляв його з невстановленої слідством зброї зробленої імовірно на замовлення.[6] Доля Марчука на даний час малообіцяюча, оскільки з вересня 2015 року він знаходиться під вартою в стінах Львівського СІЗО.